# ألبرت جيمس سميث كوب
ألبرت جيمس سميث كوب هو محامي وسياسي كندي، ولد في 19 ديسمبر 1866 في أمهرست في كندا، وتوفي في 8 أكتوبر 1912. نشط حزبياً في الحزب الليبرالي الكندي. وقد انتخب عضو مجلس العموم الكندي.